# كريس هيرستون
كريس هيرستون (بالإنجليزية: Chris Hairston)‏ هو لاعب كرة قدم أمريكية أمريكي، ولد في 26 أبريل 1989 في وينستون-سالم في الولايات المتحدة.

## وصلات خارجية
- كريس هيرستون على موقع إي إس بي إن.كوم (أن.أف.أل)3
- كريس هيرستون على موقع مرجع كرة القدم المحترفة.كوم (الإنجليزية)